# Гарикула
Гарикула (груз. გარიყულა) — село в Грузии, на территории Каспского муниципалитета края (мхаре) Шида-Картли.

## География
Село находится в центральной части Грузии, на правом берегу реки Тедзами (правый приток Куры), вблизи места впадения в неё реки Цхаверисцкали, на расстоянии приблизительно 7 километров (по прямой) к юго-западу от города Каспи, административного центра муниципалитета. Абсолютная высота — 698 метров над уровнем моря.

## Население
По результатам официальной переписи населения 2014 года, в Гарикуле проживало 435 человек (204 мужчины и 231 женщина). В национальной структуре населения грузины составляли 97,7 %, осетины — 1,4 %, азербайджанцы — 0,5 %.
| Год  | Население, человек |
| ---- | ------------------ |
| 2002 | 529                |
| 2014 | ↘ 435              |